# Fréchède
Fréchède település Franciaországban, Hautes-Pyrénées megyében. Lakosainak száma 47 fő (2022. január 1.). Fréchède Montégut, Montégut-Arros, Estampures, Mazerolles, Moumoulous, Saint-Sever-de-Rustan és Estampes községekkel határos.

## Népesség
A település népességének változása:
| Lakosok száma | 46   | 47   | 49   | 50   | 51   | 53   | 56   | 52   | 47   |
|               | 2013 | 2015 | 2016 | 2017 | 2018 | 2019 | 2020 | 2021 | 2022 |